# Pinto Khop
Pinto Khop is een bestuurslaag in het regentschap Aceh Besar van de provincie Atjeh, Indonesië. Pinto Khop telt 116 inwoners (volkstelling 2010).